# Medeči škržatek
Medeči škržatek (znanstveno ime Metcalfa pruinosa) je vrsta žuželke iz družine metuljastih škržatkov (Flatidae), izvorno razširjena v Severni Ameriki, ki se v zadnjih desetletjih po vnosu širi prek Evrope in predstavlja škodljivca v pridelavi sadja.

## Opis
Imajo čokato telo z velikimi krili in na prvi pogled spominjajo na majhne vešče. Odrasli medijo 5 do 8 mm v dolžino od konice glave do konice kril in so po telesu sivkaste barve, prav tako otrdel sprednji par kril, ki ima nekaj značilnih temnejših peg blizu baze. Običajno jih prekriva voskast izloček modrikasto bele barve, ki daje v kombinaciji s temnejšo podlago vijoličen odtenek, pri čemer se lahko njihov izgled močno spreminja s spreminjanjem količine voska. Ob mirovanju držijo krila strehasto zložena nad telesom.
Nimfe imajo sploščeno telo, dolgo manj kot dvakrat toliko, kot je široko, in slonokoščeno bele barve. Glava je mnogo ožja kot oprsje. Starejše nimfe tik pred preobrazbo merijo do 4 mm v dolžino. Iz zadka izločajo šop voskastih niti.
Medeči škržatki prezimijo kot jajčeca, ki jih samice jeseni odložijo v les ali pod lubje. Nimfe se pojavijo maja, iz njih pa se po kakšnem mesecu in pol razvijejo odrasli, ki so aktivni do oktobra. Na leto se razvije samo en rod.

## Ekologija in razširjenost
Je močno polifaga vrsta, pri kateri so doslej zabeležili prehranjevanje z več sto vrstami gostiteljev. Med sesanjem rastlinskih sokov izloča velike količine odvečne vode in sladkorjev v obliki sladke tekočine – mane, ki kaplja po okolici. Hidrofoben vosek, s katerim prekriva telo, pomaga pri njenem odtekanju.
Vrsta lahko povzroča škodo v kmetijstvu, kadar se množičneje pojavlja na gojenih rastlinah, predvsem vinski trti in sadnem drevju, kot so fige, citrusi, jablana, hruška, sliva in breskev, pa tudi na soji. S sesanjem povzroča odmiranje listov in motnje v rasti poganjkov, problematična pa je tudi mana, ki spodbuja rast pepelaste plesni po površini in zmanjšuje privlačnost pridelka. Vrsto sumijo tudi, da prenaša razne rastlinske patogene, kot je trsna rumenica. Po drugi strani je mana uporabna kot pozna paša za čebele, ki poleg os in muh pogosto obletavajo gruče in jo uporabljajo za izdelavo medu.
Vrsta je izvorno razširjena po vzhodnem delu Severne Amerike (Nearktike) vključno s Karibi, kjer je pogosta. Zdaj se pojavlja tudi na zahodu celine, kamor jo je verjetno zanesel človek. Leta 1979 so medeče škržatke prvič opazili v italijanski Benečiji, od koder se je hitro razširila po vsej Italiji in sosednjih državah, v zadnjih letih pa tudi v bolj oddaljenih delih Evrope. V Sloveniji so se prvič pojavili leta 1990 ob jadranski obali, od koder se vrsta počasi širi proti notranjosti.
V kmetijstvu se proti škodljivcu borijo z uporabo insekticidov, pri čemer je nadzor težaven zaradi velike mobilnosti odraslih. Poleg tega nanašajo fungicide proti plesnim, ki se razvijejo na izločkih. V več državah so iz ZDA vnesli tudi zajedavsko osico vrte Neodryinus typhlocybae za biološki nadzor, vendar njena učinkovitost še ni jasna.